# ロボコン (キャラクター)
- がんばれ!!ロボコン > ロボコン (キャラクター)
- 燃えろ!!ロボコン > ロボコン (キャラクター)
- がんばれいわ!!ロボコン ウララ〜!恋する汁なしタンタンメン!!の巻 > ロボコン (キャラクター)

ロボコンは、テレビ朝日系列で放送された特撮テレビドラマおよびその原作漫画『がんばれ!!ロボコン』、そのリメイク版である特撮テレビドラマ『燃えろ!!ロボコン』、特撮映画『がんばれいわ!!ロボコン』の主人公（架空のロボット）。
2014年にシリーズ40周年を迎えた。

## 特徴
卵型の赤いボディが特色の、ドジだが一生懸命なロボットである点は全てにおいて共通している。『がんばれ!!ロボコン』に登場する初代、『燃えろ!!ロボコン』に登場する2代目、『がんばれいわ!!ロボコン』に登場する3代目では、ボディーや性能に若干の相違点が見られる。
- ドジなロボットであるため、対物破壊が多い。特に多いのはドアの破壊である。初代も2代目も、これは頻繁に行っている。
  - 『がんばれ!!～』では、後期OPのタイトル前に、「いきなりロボコンがドアを破壊する」シーンが挿入されていた。つまり、視聴者は最初に「ロボコンによるドアの破壊」を見るわけである。
- 基本的には「お手伝いロボット」なので、エプロンを愛用している。両者とも胴体が大きい為、特注品（専用サイズ）のものである。特に、初代は「ロボコンのアップリケ」が施された黄色いエプロンを、最後まで愛用していた。これとは別に、ロボコンの前面ハッチは「エプロン」と呼ばれている[2]。

- 頭部にアンテナがある。石ノ森は嫌がったのだが、鈴木武幸プロデューサーが付けさせたという[3]。初代のアンテナは、スピーカーのコーン部分の部品。3代目のアンテナは太陽光の収集機能とレーダー機能も兼ね備えた「サンサンレーダー」になっている[4]。

## プロフィール

### 初代ロボコン
初代ロボコンには、劇中で語られない部分も含め主に石森プロによって詳細なプロフィールが設定され、図鑑や雑誌などで公表された。
- 生年月日：昭和43年5月15日[5]
- スリーサイズ：B：110cm W：130cm H：120cm[5]
- 大好きな人：ロビンちゃん[5]
- 苦手なもの：ゴキブリ（頭部のアンテナで感知できないため）、ガンツ先生（頭が上がらないという意味で）、ガス欠（最大の弱点）[5]
- 好きな食べ物：ガソリン[6]
- タンクの最大容量：10リットル[6]
- 知能指数：IQ 200くらい（しかし基礎的な計算間違いが多い）[6]
- その他
  - ガンツ先生が、ロボットランドの人手不足を解消するために作ったロボット[5]。（そうとは知らずに）スクラップ工場のガラクタを原料にしてしまった[5]。その後、武者修行を兼ね人間の手伝いをするサービスロボットとして人間界へ来た[5]。
  - 頭部のアンテナは10km四方の物体・物音を感知できる[6]。
  - 腕は最大3メートル、頭部・脚は最大5メートルまで延伸できる[6]。
  - 一度の飛行でガソリンを3リットル消費する[6]。
  - 両腕を回転させることで発電ができる[7]。
  - オーバーヒート防止のために体内に冷却装置が内蔵されており、氷を作ることもできる[7]。
  - 全身鉄製であり、水に浮いたり泳いだりはできない。ロボ根性で水に入ることは可能だが、体内の電子回路がショートするとパワーがダウンする[7]。
  - 故障した場合、原則としてロボットランド（ロボット本部）に戻りガンツ先生に修理してもらうが、ちょっとした故障の場合は仲間のロボットや居候先の人間に直してもらう場合もある[7]。
  - ロボットであるが、体内メカを休めるために夜は睡眠をとる[7]。
  - 将来の夢は究極的にはA級ロボットに昇格しロビンちゃんと結婚すること、日々の目標は100点満点を取ること、さらにスマートでかっこいい姿に改造してもらうことを願う[7]。

## 作品ごとの違い
詳細な違いは各作品ごとの項目を参照。ここでは、大まかな違いを記述する。
エネルギー源の違い
初代はガソリンエンジン、2代目は電気エネルギー、3代目は太陽光で稼動する。エネルギー量はともに価格は1000円分である。
- 初代は、ガソリンスタンドで給油するシーンが、2代目は家庭用コンセントで充電するシーンがある。

2代目は新たに設定された「ロボレナリン」と呼ばれる物質を分泌させることにより、通常時を上回る力を発揮する。3代目にもロボレナリンの設定はあるが、劇中では言及されていない。
演出上の最大の違い
初代は、頑張った結果、爆発四散する事が多かった（脚本の「メインライターの上原正三の作風説」有り）。
- 最初は、ロボガリの失敗によるノイローゼで自殺を図ろうとした際、それを助けようとしてダイナマイトの爆発に巻きこまれて、真っ二つに裂けた（第19話）ほか、その前の第18話ではロボワルが巡査・町田（由利徹）のピストルを取り上げて食べてしまい、機械がショートした際、ロボコンのトランジスタをロボワルに与えた反面、その回路のことは「男の約束」として秘密を守るとして、ロボコンは機械がショートする状態となって、ロボガキに担ぎ込まれてガンツによる治療を受けた。
- その後は、裂ける事こそ無かったが、頻繁に爆発した。
- お百度参りの際のオーバーヒートで、神社の沿道で爆発した事もあった（似た状況は2代目にもあった）。

2代目に関しては、何度も壁面にぶつけられてスパークした事はあったが、爆発はしなかった（放送コードの為である）。
3代目は殴打されただけでバラバラになってしまう。
初代は、背中にプロペラが収納されており、それを展開して飛行することが出来るが、2代目はこうした装備が一切無いので自力での飛行は不可能である（ロボプルと合体してはじめて飛行可能になる）。3代目はオプション装備で走行（カーモード）兼飛行（ドローンモード）、ホバリング（ホバーモード）までできるようだが、変形場面がなく詳細不明だが成層圏まで飛行している。
デザイン、造形の違い
腕と脚が蛇腹状なのは共通だが、その表現が歴代で異なる。また、原作漫画では脚が見えないほどの短足に描かれている。
手足の色は歴代で異なる。
アンテナの形状は初代と2代目はほぼ同じだが、3代目は大きく異なる。原作では主に渦巻き状に描かれている。また3代目は前述の通り太陽電池で動かし、かつ10㎞先のものまで見つけることができるレーダー機能が設けられているため目の周りが黒くなっている。
2代目のみ胴体の下部両脇にライトがある（初代は瞳がライトになる）。

## キャスト
初代ロボコン
声の出演　山本圭子（がんばれ!!ロボコン、燃えろ!!ロボコンVSがんばれ!!ロボコン、戦え!ぼくらのヒーロー大集合、マンガで見る環境白書紹介アニメーション）他
スーツアクター　榎本武士（がんばれ!!ロボコン、戦え!ぼくらのヒーロー大集合）
2代目ロボコン
声の出演 伊倉一恵（燃えろ!!ロボコン、燃えろ!!ロボコンVSがんばれ!!ロボコン）
スーツアクター　神尾直子（燃えろ!!ロボコン、燃えろ!!ロボコンVSがんばれ!!ロボコン）
3代目ロボコン
声の出演 斎藤千和（がんばれいわ!!ロボコン ウララ〜!恋する汁なしタンタンメン!!の巻）
スーツアクター　神尾直子 (がんばれいわ!!ロボコン ウララ〜!恋する汁なしタンタンメン!!の巻)

## その他の出演作
初代ロボコン
- 漫画『ひみつ戦隊ゴレンジャーごっこ』（石ノ森章太郎著）
- 特番『戦え!ぼくらのヒーロー大集合』（1976年、『ジャイアントロボ』、『人造人間キカイダー』などの名場面集の司会、ロボコンのみ新撮映像有り）
- オーディション番組『あなたをスターに!』（1975年、NET系。グランドチャンピオンになった山本由香利がデビューする際、ロボコンが激励に訪れた）
- バラエティ番組『ドカドカ大爆笑』（1975年8月21日放送分の「がんばれ!!ロボコン 全日本ちびっ子大会」に、山口百恵と共にゲスト出演）
- 徳間書店の児童向けテレビ情報誌「テレビランド」1982年6・7月号で、同じ石ノ森が原作した『ロボット8ちゃん』と誌上で共演した。
- マンガで見る環境白書『未来への循環』（石森章太郎プロ作）紹介アニメーション（環境省ホームページ）。
- バンダイのトレーディングカードゲーム『スーパーヒーロー戦線 スクランブルデュエル』
- 1998年2月20日放送の「ザ・ノンフィクション」（フジテレビ）で、石ノ森章太郎の追悼特別企画として「追悼・石ノ森章太郎とトキワ荘の出会い」が放送された。ロボコンと真樹ちゃん（宮前真樹）が、以前からあったトキワ荘での思い出を振り返るという内容が放送された。石ノ森章太郎のほか、手塚治虫、藤子・F・不二雄、藤子不二雄A、赤塚不二夫など、以前からあった著名な漫画家も多数登場する。ロボコンの声は『がんばれ!!ロボコン』終了時のものと同様に山本圭子が演じていた。ナレーターは『がんばれ!!ロボコン』のガンツ先生役をはじめ、多くの石ノ森章太郎原作作品で数多くのキャラクターの声を担当した野田圭一が担当。

2代目ロボコン
- 1999年1月27日 深夜バラエティー『トゥナイト2』の特集「平成ロボコン伝説」で、せがわきりのレポートによる取材を受ける。
- 番宣バラエティ番組『特捜TV!ガブリンチョ』（1999年6月12日放送分で『燃えろ!!ロボコン』を特集した際、ロボット学校全員で登場。VTR最後は全員で「ガブリンチョ!!」ポーズをした）
- ラジオ番組『東映公認 鈴村健一・神谷浩史の仮面ラジレンジャー』第102回
- バンダイのトレーディングカードゲーム『クロスギャザー』

その他
- 漫画『天然美少女ロボ ロボ子ちゃん!』（最終回に初代を元にしたと思われる別のロボコンが登場。主人公のロボ子はロボコンの妹であり、美少女ロボコンとしての性能を備えている）

初代と2代目の共演
- オリジナルビデオ作品『燃えろ!!ロボコンVSがんばれ!!ロボコン』

NG企画
- オリジナルビデオ『ウルトラマンVS仮面ライダー』の企画段階において、快獣ブースカと共に進行役をするという話もあった模様。
- 石ノ森章太郎自ら、晩年にロボコンの新作を企画していた。没後に企画に添付されたラフスケッチのデザインは、『燃えろ』に流用された。
- バンダイのフィギュア『S.I.C.』で単品のフィギュア化の企画があったが、『燃えろ』の放映時期だったため、お蔵入りした（トレーディングフィギュアの匠魂でフィギュア化されている）。なお、このシリーズは前述の新作の企画と一緒に東映に出した『キカイダーOO』の企画から生まれたものである。